# David Manzur
David Manzur Londoño (Neira, 14 de diciembre de 1929) es un pintor colombiano de origen libanés. Estudió en la Escuela de Bellas Artes de Bogotá, en la Liga de estudiantes de arte de Nueva
David Manzur es conocido por la constante evolución de su obra y por el uso de temas como los caballos, la figura humana y la naturaleza muerta. Vive y trabaja en Barichara, Santander, Colombia. En noviembre de 2019 fue condecorado por el Presidente de la República con la Gran Cruz de la Orden de Boyacá, máxima condecoración de la República de Colombia. El Rey Felipe VI de España le impuso en 2020 la Orden de Isabel la Católica como reconocimiento a su trabajo.

## Biografía
Nació en Neira, Caldas, Colombia el 14 de diciembre del 1929.Hijo del comerciante libanés Salomón Manzur y la colombiana Cecilia Londoño Botero; hermano del artista escénico y titiritero Jaime y de la escritora y cantante Sara. Pasó su niñez y adolescencia en Bata, Guinea Ecuatorial, en donde nacieron sus hermanos, en las Islas Canarias y Sevilla, España. Estando en África y Europa vivió la guerra civil española y la Segunda Guerra Mundial.
Al regresar a Colombia en 1947 se estableció en Bogotá, donde comenzó sus estudios de artes plásticas, música y declamación. Además, tuvo una corta y exitosa carrera en el teatro.
Estudió en la Liga de estudiantes de arte de Nueva York. Además, fue becario de la Fundación Guggenheim y de la Organización de Estados Americanos.
Durante su estancia en Estados Unidos fue asistente de Naum Gabo, escultor ruso del movimiento constructivista y pionero del arte cinético. El Constructivismo sería una parte importante de la obra de Manzur durante los años 1960 y 70.
Al regresar de nuevo a Colombia fundó el taller David Manzur, que funcionó durante más de 20 años, y donde formó varias generaciones de artistas por medio de audiovisuales e información sobre arte clásico y contemporáneo.
Manzur pasa la mayor parte de su tiempo en su taller en Barichara, Santander.

## Obra
A los 24 años, David Manzur hizo su primera exposición individual en el Museo Nacional de Colombia. Fueron obras figurativas que antecedieron a una producción abstracta que se extendió hasta los años 70.
En los años 1960 y 70 realizó una importante incursión en el Constructivismo, experimentando con materiales como madera, hilo y alambre para realizar ensamblajes donde la interacción de volumen y luz creaban juegos de sombras y transparencias.
Influenciado por el barroco español, sobre todo por pintores como Diego Velázquez, Zurbarán y Juan Sánchez Cotán, y utilizando elementos de los pintores realistas norteamericanos del siglo XIX William Hartnett y John F. Peto, Manzur empezó una nueva etapa de su obra figurativa donde resaltan la naturaleza muerta, la transverberación de Santa Teresa, la figura e historia de San Sebastián y, principalmente, el uso del caballo en diversas situaciones.
Durante los últimos años la obra de Manzur ha evolucionado constantemente. La serie Ciudades Oxidadas, presentada en la primera década del siglo XXI, mostró un interés del pintor por el deterioro del planeta y fue producto de viajes e investigación.
En una de sus más recientes exposiciones, llamada “Obra Negra”, en la galería de arte La Cometa. El concepto le dio cabida a una serie de 44 dibujos y 14 pinturas. En el primer piso se podían apreciar los dibujos, hechos en grafito sobre papel, estudios de muchas de sus obras, como "Estudio para la transverberación de Teresa", "El sueño del caballo", "Estudio para una ciudad oxidada" o "Estudio para el muchacho de la bicicleta".
Para conmemorar su cumpleaños 90 y sus 70 años de carrera artística el Museo de Arte Moderno de Bogotá organizó junto a su curador Eugenio Viola la mayor exhibición de obras de David Manzur en la historia reciente de Colombia.
David Manzur ha participado en un gran número de exposiciones individuales y colectivas. Durante su trayectoria artística ha recibido diversos reconocimientos y distinciones nacionales e internacionales
En el 2024 fue el primer artista colombiano homenajeado por la Feria de Arte de Bogota ARTBO.

## Estudios
- Bellas Artes, Escuela de Bellas Artes, Bogotá, Colombia.
- Bellas Artes, Liga de estudiantes de arte de Nueva York, Nueva York, EE. UU.
- Bellas Artes, Pratt Institute, Nueva York. EE. UU.

## Exposiciones
- 1953 - Museo Nacional, Bogotá.[23][24][25][26][27]
- 1959 - Biblioteca Luis Ángel Arango, Bogotá.
- 1961 - Biblioteca Luis Ángel Arango, Bogotá.
- 1962 - Galería Obelisco, Washington D. C., EE. UU.. Galería Royal Athena II, Nueva York, EE. UU.
- 1966 - Biblioteca Luis Ángel Arango, Bogotá.
- 1967 - Museo de Arte Moderno La Tertulia, Cali, Colombia.
- 1968 - Galería Belarca, Bogotá.
- 1972 - 3 Años en la Obra de David Manzur, Biblioteca Luis Ángel Arango, Bogotá.
- 1972 - Galería Escala, Bogotá.
- 1975 - Galería Royal Athena, Nueva York, EE. UU.
- 1976 - Galería Escala, Bogotá.
- 1978 - Galería Belarca, Bogotá.
- 1981 - Galería lriarte, Bogotá.
- Galería Forma, Miami, FL, EE. UU..
- 1982 - FIAC, París, Francia.
- Galería Quintana, Bogotá.
- 1986 - Galería Alfred Wild, Bogotá.
- Salón Permanente, Museo Nacional, Bogotá.
- 1987 - Galería Quintana, Bogotá.
- Galería Belarca, Bogotá.
- Galería Autopista, Medellín, Colombia.
- Iber Arte Galería, Bogotá.
- Manzur, Calendario Propal 1987, Bogotá.
- San Sebastián, Museo de Arte Moderno de Bogotá, (MAMBO).
- 1988 - Galería Alfred Wild, Bogotá.
- 1989 - Litograbados, Letras del Bodegón, taller Vicente Aznar, Barcelona, España. Un proyecto de Producciones Felipe Domínguez Zamorano.
- El beso de Dios. Libro colección, contiene 16 aguafuertes y 6 lítograbados, realizados en el taller Arte dos Gráfico, textos de Juan Gustavo Cobo Borda. Galería El Museo, Bogotá.
- 1992 - Museo de Arte Moderno, Bogotá.
- Galería Duque Arango, Medellín, Colombia, ECO-ART, Group.
- Show ECOART, Banco Bozano Simonsen, São Paulo, Brasil.
- 1994 - Galería Alfred Wild, Bogotá.
- Fundación FES, Cali.
- 2011 - Expo Ciudades Oxidadas, en el Museo de Arte Moderno de Bogotá,(MAMBO).
- 2013 - Exposición Punto de Partida, Galería Duque Arango, Medellín.
- 2014 - Exposición Obra Negra, Galería La Cometa, Bogotá.
- 2019 - Exposición El Oficio de la Pintura. Museo de Arte Moderno de Bogotá.[28]
- 2022 - Espacio, tiempo y memoria, galería de arte Duque Arango, Medellín, Colombia.[29]
- 2024 - Homenaje a David Manzur en el aniversario 20 de la Feria de Arte de Bogotà ARTBO.[30]

## Exposiciones colectivas
- 1957 - Biblioteca Nacional, Bogotá.
- 1958 - Biblioteca Nacional, Bogotá.
- XI Salón Anual Nacional, Museo Nacional Bogotá.
- 1959 - XII Salón Nacional, Bogotá.
- 1960 - XI Bienal Interamericano de México, México.
- Salón de Arte Contemporáneo, Museo de Antioquia, Medellín.
- 1961 - XIII Salón Nacional, Bogotá.
- 1962 - Galería Arte Moderno, Bogotá.
- 1963 - Exposición Arte de América y de España, Galería de Arte Moderno, Bogotá.
- 1964 - VII Bienal de Sao Paulo, Brasil.
- I Bienal de Arte de Córdoba, Argentina. Salón de Arte Americano, Galería Bonino,

Nueva York, USA.
- Primer Grupo de Americanos Contemporáneos, Sala Pepsi-Cola, NewYork, USA.
- Galería Green Rose, New York, USA.
- 1965 - Bienal de Lima, Perú.
- Art Institute of Chicago, USA.
- 1966 - Biblioteca Luis Ángel Arango, Bogotá.
- 1971 - 10 Años de Arte Colombiano, Museo La Tertulia, Cali.
- 1974 - Exposición Constructiva de Pintores
- 1974 - Latinoamericanos, Washington, USA.
- Obregón, Grau y Manzur, Centro Colombo-Americano, Bogotá.
- 1977 - La Plástica Colombiana del Siglo XX. Casa de las Américas, La Habana, Cuba.
- 1978 - Pintores Latinoamericanos, Galería Noble Polans, New York, USA. Exposición Artistas

Colombianos, Galería de Armas, Miami, USA.
- Galería El Callejón, Bogotá.
- 1984 - Colombia Medio Siglo de Pintura y Escultura México.
- 1985 - /86 100 Años de Arte Colombiano, MAM, Bogotá.
- Centro Cultural Sao Paulo, Palacio Imperial, Río de Janeiro, Brasil.
- Centro Italo-Latinoamericano Roma, Italia.
- Pintado en Colombia, Visión de Colombia, Fundación Santillana del Mar, Madrid, España.
- Colección Permanente, Museo Bolívar, Santa Marta.
- 1990 - Oro Colombiano, Museo de Arte Fuji, Tokio, Japón.
- 1991 - BID, Museo Nagoya, Japón.
- 1991 - /93 ART Miami, Feria de Arte, Galería Alfred Wild, Miami, USA.
- 1992 - /93 ARTFI, Feria Internacional de Arte de Bogotá, Galería Afred Wild, Bogotá.
- 1993 - ECO-ART, Río de Janeiro, Brasil. EXPOSEVILLA, Sevilla, España.
- FIA, Feria Iberoamericana de Arte, Galería Alfred Wild, Caracas, Venezuela.
- 2012 Expo Art Colombia en Panamá, Proyecto de la Embajada de Colombia en Panamá con la participación de la Galería la Cometa de Bogotá, Colombia.

## Distinciones
- 1961 - Premio Guggenheim, Unión Panamericana, Washington, USA.
- 1962 - XI Premio Fundación Guggenheim, Washington, USA.
- 1964 - Beca de Estudio en el Pratt Graphic Art Center, Otorgada por la OEA, New York, USA.
- Premio, I Salón INTERCOL de Artistas Jóvenes, MAM, Bogotá.
- 1970 - Premio, Gobernación de Antioquia, II Bienal de COLTEJER, Medellín.
- 2005 - Orden del Congreso de la República de Colombia.
- 2019 - Orden de Boyacá. La Gran Cruz.[1]
- 2020 - Orden de Isabel la Católica[7]